# پول آزاد (فیلم ۱۹۹۸)
پول آزاد (به انگلیسی: Free Money) فیلمی در ژانر کمدی سیاه به کارگردانی ایو سیمونو در سال ۱۹۹۸ است.

## داستان
اسون سورنسون رئیس زندانی است که به‌طور غیرقانونی برخی از زندانیان خود را اعدام می‌کند همه در شهر از او متنفر بوده و وحشت دارند بجز دختران دوقلویش…

## بازیگران
- مارلون براندو در نقش سرپرست سورنسون
- هالی ال واتسون در نقش لیو
- کرستین واتسون در نقش اینگا
- چارلی شین در نقش بود دایرسون
- دونالد ساترلند در نقش قاضی رولف راوزنبرگر
- میرا سوروینو در نقش کارن پولانسکی
- توماس هیدن چرچ در نقش لری
- مارتین شین در نقش واردن
- دیوید آرکت در نقش ند جبی